# Spanish Steps Of Rome
«Spanish Steps Of Rome» (Pasos Españoles de Roma) es una canción de la banda de rock estadounidense Toto. Apareció originalmente en el disco Mindfields de 1999 como Bonus Track en la versión de EE. UU. y Japonesa.

## Información
Fue lanzada en el mismo disco y aparece en el lado B del sencillo Melanie y Como Bonus Track en la versión de EE. UU. Y Japonesa del álbum. Esta canción se caracteriza por ser una balada y tener a David Paich como voz principal.

## Personal
- David Paich Voz, teclados.
- Steve Lukather Coros, guitarras.
- Mike Porcaro Bajo.
- Simon Phillips Batería.
- Bobby Kimball

## Personal adicional
- Lenny Castro - Percusión
- Maria Vidal - Coros

- Datos: Q110270950